# Каллистус лунный
Каллистус лунный, или клейстус с серповидным рисунком (лат. Callistus lunatus) — вид жуков-жужелиц из подсемейства харпалин. Распространён в Европе и западной Азии. На Украине в Днепропетровской области данный вид официально охраняемый.

## Описание
Длина взрослых насекомых 6—7 мм. Тело чёрное, усики в основании и переднеспинка красные. Надкрылья оранжево-жёлтые; на каждом из них по одному пятну на плече, более крупным пятном по бокам середины и косая перевязь перед вершиной, чёрного цвета с синим отливом; иногда между средним и пятнами перед вершине имеется по одному меньшему белому или жёлтому пятну. Голова синяя, иногда с зелёным оттенком, голени жёлтые.
Имаго данного вида характеризуются следующими внешними признаками:
- голова большая, удлинённая, густо усеяна крошечными ямками, то есть густо пунктированная;
- переднеспинка сердцевидная; её края закруглённые к вершине шире, чем у основания; широчайшая точка переднеспинки в середине; к основанию она сильно суженная; передние углы срезанные; диск переднеспинки выпуклый, очень тонко пунктированный, с тонкой дорсальной вогнутой полосой, обрывающейся около начала и около конца диска;
- надкрылья овальные; плечи округлые и широкие; края чуть извилистые; широчайшая их точка перед вершиной от плеча; тонко усеяны морщинистыми точками и в точечных промежутках между ними и в густых волосках.

## Экология
Особи встречаются на известняковых почвах и по берегам рек. На гравийных берегах прячутся под крупными камнями.

## Изменчивость
Известно 3 подвида: 
1. номинативный (C. l. lunatus), распространённый в Европе, кроме крайней северной части[13], Азербайджане, Армении, Грузии, Казахстане, Кыргызстане, России, Таджикистане, Туркменистане, Турции и Узбекистане;
2. подвид C. l. gratiosus — в Ираке;
3. подвид C. l. syriacus — в Сирии[3].

Известны также аберрации в номинативном подвиде: C. l. lunatus var. bifasciatus Reitter, который отличается от типичной формы (см. раздел «Описание») более мелко пунктированной головой и немного отличается окраской.